# Доњи Манастирец
Доњи Манастирец (мкд. Долни Манастирец) је насеље у Северној Македонији, у средишњем делу државе. Доњи Манастирец припада општини Македонски Брод.

## Географија
Насеље Доњи Манастирец је смештено у средишњем делу Северне Македоније. Од седишта општине, градића Македонски Брод, насеље је удаљено 20 km северно.
Рељеф: Доњи Манастирец се налази у области Порече, која обухвата средишњи део слика реке Треске. Дато подручје је изразито планинско. Село се налази у долини реке Треске. Источно од насеља уздиже се планина Даутица, а западно планина Песјак. Надморска висина насеља је приближно 510 метара.
Клима у насељу је континентална.

## Историја
Почетком 20. века, као и Порече, становништво Доњег Манастиреца је било наклоњено српској народној замисли, па се месно становништво у изјашњавало Србима.

## Становништво
По попису становништва из 2002. године, Доњи Манастирец је имао 169 становника.
Претежно становништво у насељу су етнички Македонци (100% према последњем попису).
Већинска вероисповест у насељу је православље.